# Arichanna tramesata
Arichanna tramesata är en fjärilsart som beskrevs av Moore 1867. Arichanna tramesata ingår i släktet Arichanna och familjen mätare. Inga underarter finns listade i Catalogue of Life.